# Youssouf Fofana
Youssouf Fofana (Parijs, 10 januari 1999) is een Frans voetballer, die doorgaans speelt als centrale middenvelder. Fofana werd in augustus 2024 door AC Milan overgenomen van AS Monaco. Fofana debuteerde in 2022 in het Frans voetbalelftal, waarmee hij deelnam aan het WK 2022 en het EK 2024

## Clubcarrière

### Strasbourg
Fofana doorliep onder meer de jeugdreeksen van Espérance Paris 19e, Red Star en JA Drancy toen hij in 2017 werd overgenomen door de jeugd van RC Strasbourg. In de zomer van 2018 stroomde hij door naar het eerste elftal van Strasbourg. Op 24 augustus 2018 maakte hij zijn debuut in de Ligue 1. Op het terrein van Lyon mocht Fofana zes minuten voor tijd invallen voor Ibrahima Sissoko. De wedstrijd werd met 2–0 verloren. Op 19 januari 2019 scoorde hij in Monaco zijn eerste doelpunt en hielp zo zijn ploeg naar een 1–5 overwinning.

### AS Monaco
In januari 2020 werd Fofana voor 15 miljoen euro overgenomen door AS Monaco. Hij maakte op 1 februari zijn debuut tegen Olympique Nimes (3-1 nederlaag). Hij gaf de assist op de enige goal van Wissam Ben Yedder. In zijn tweede wedstrijd tegen Angers (1-0 winst) gaf hij opnieuw een assist, ditmaal op de winnende treffer van Stevan Jovetić.
Op 25 november 2021 maakte Fofana zijn eerste goal voor Monaco, in de Europa League-wedstrijd tegen Real Sociedad. Hij maakte de winnende 2-1, maar werd in de slotfase van dat duel met een directe rode kaart van het veld gestuurd.

### AC Milan
Fofana maakte in augustus 2024 voor naar verluidt € 20 miljoen de overstap naar AC Milan. Hij debuteerde voor deze club op 24 augustus 2024 tegen Parma in de Serie A als invaller voor Yunus Musah. De wedstrijd ging met 2–1 verloren. Fofana maakte op 14 september 2024 zijn eerste doelpunt voor AC Milan, bij een 4–0 competitiezege op Venezia FC.

## Clubstatistieken
| Seizoen     | Club          | Competitie  | Competitie | Competitie | Beker | Beker | Internationaal | Internationaal | Totaal | Totaal |
| Seizoen     | Club          | Competitie  | Wed.       | Dlp.       | Wed.  | Dlp.  | Wed.           | Dlp.           | Wed.   | Dlp.   |
| ----------- | ------------- | ----------- | ---------- | ---------- | ----- | ----- | -------------- | -------------- | ------ | ------ |
| 2018/19     | RC Strasbourg | Ligue 1     | 17         | 2          | 5     | 1     | —              | —              | 22     | 3      |
| 2019/20     | RC Strasbourg | Ligue 1     | 13         | 1          | 3     | 0     | 3              | 0              | 19     | 1      |
| Club Totaal | Club Totaal   | Club Totaal | 30         | 3          | 8     | 1     | 3              | 0              | 41     | 4      |
| 2019/20     | AS Monaco     | Ligue 1     | 7          | 0          | 0     | 0     | —              | —              | 5      | 0      |
| 2020/21     | AS Monaco     | Ligue 1     | 35         | 0          | 5     | 0     | —              | —              | 40     | 0      |
| 2021/22     | AS Monaco     | Ligue 1     | 33         | 0          | 4     | 0     | 9              | 1              | 46     | 1      |
| 2022/23     | AS Monaco     | Ligue 1     | 36         | 2          | 1     | 0     | 10             | 0              | 47     | 2      |
| 2023/24     | AS Monaco     | Ligue 1     | 32         | 4          | 0     | 0     | —              | —              | 35     | 4      |
| Club Totaal | Club Totaal   | Club Totaal | 143        | 6          | 10    | 0     | 19             | 1              | 173    | 7      |
| 2024/25     | AC Milan      | Serie A     | 22         | 1          | 2     | 0     | 9              | 0              | 33     | 1      |
| Club Totaal | Club Totaal   | Club Totaal | 22         | 1          | 2     | 0     | 9              | 0              | 33     | 1      |
| TOTAAL      | TOTAAL        | TOTAAL      | 196        | 10         | 20    | 1     | 31             | 1              | 247    | 12     |

Bijgewerkt op 17 februari 2025.

## Interlandcarrière
Fofana doorliep verschillende Franse nationale jeugdploegen. Hij nam met Frankrijk –20 deel aan het WK –20 van 2019. 
Op 22 september 2022 maakte Fofana zijn debuut voor de Franse nationale ploeg in het Nations League duel met Oostenrijk. Hij maakte deel uit van de Franse selectie die op het WK 2022 in Qatar tweede werd. Hij speelde negentig minuten in de halve finale tegen Marokko als vervanger van de zieke Adrien Rabiot. In de finale tegen Argentinië speelde hij 24 minuten mee. Hij werd op 16 mei 2024 door Didier Deschamps opgenomen in de Franse selectie voor het EK 2024 in Duitsland. Frankrijk overleefde een groep met Oostenrijk, Nederland en Polen en schakelde vervolgens België en Portugal uit, maar verloor in de halve finales met 2–1 van Spanje. Fofana kwam op het toernooi drie keer in actie en benutte zijn strafschop in de penaltyserie tegen Portugal.